# Terma (servis)

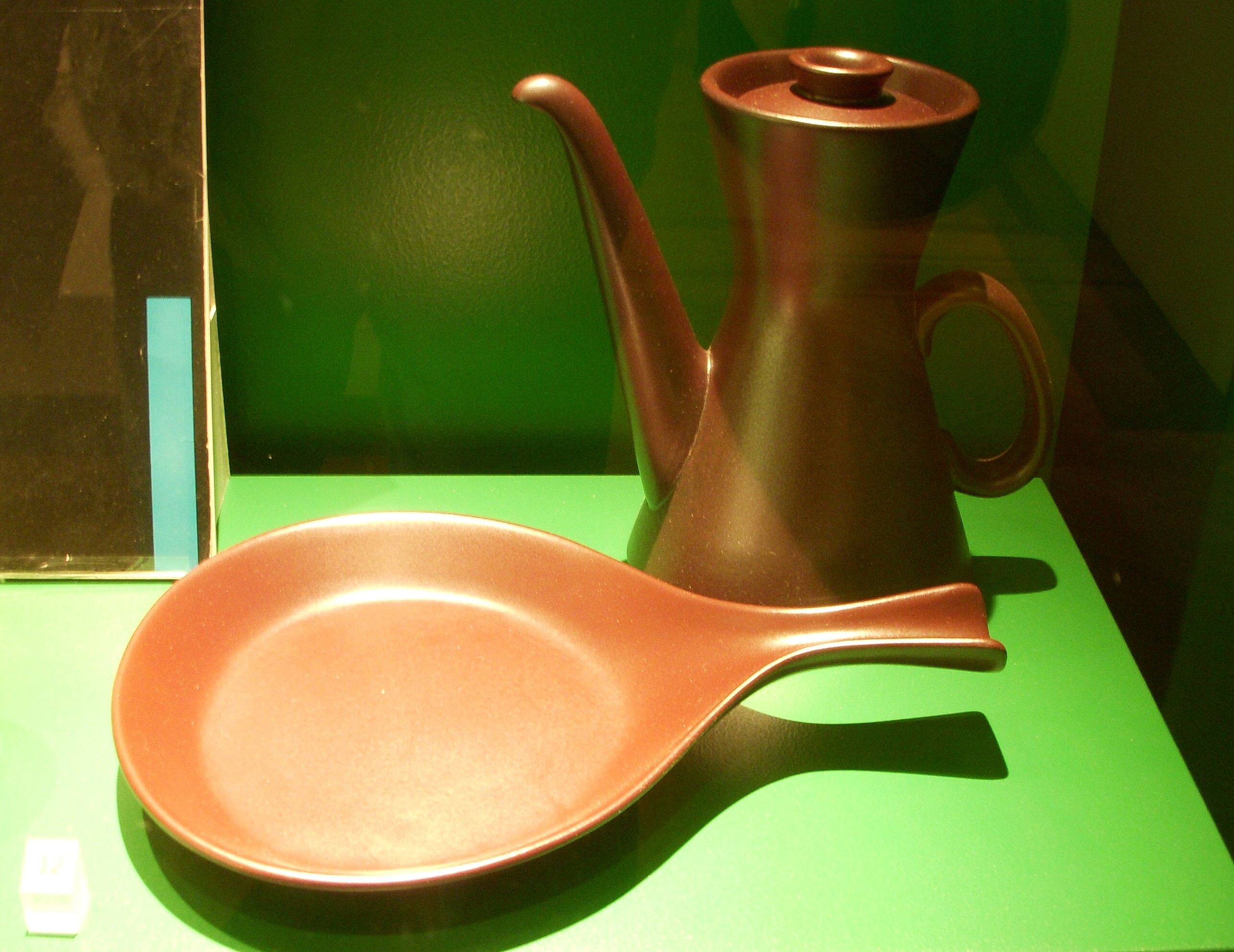
"Terma", flamfast serie, stekpanna och kanna.

Terma var en flamfast vardagsserie som skapades av Stig Lindberg och tillverkades av Gustavsbergs porslinsfabrik mellan åren 1955 och 1979.
"Terma" presenterades på Helsingborgsutställningen 1955 tillsammans med Spisa Ribb och var ugnssäker. Med "Terma" tog Lindberg upp en äldre idé som lanserades av hans föregångare Wilhelm Kåge på Stockholmsutställningen 1930, nämligen en ugnssäker servis som passade både för matlagning och servering, den hette Pyro och producerades fram till 1955. 
"Terma" var en vidareutveckling av denna tanke. Serien skulle vara flamsäker och termochockbeständig, alltså tåla temperaturskillnaden mellan den heta spisen och kallt vatten utan att spricka. Utvecklingen gjordes i samarbete med AGA och materialet i "Terma" utgjordes av novarlit, ett keramiskt material som tålde stora temperaturväxlingar och som patenterades av Gustavsberg i många länder. Serien "Terma" hade brun glasyr och  bestod av  tio delar, däribland stekpanna, fat, grytor samt kannor och blev mycket populär. Tillagnings- och serveringskärl i ett var i tiden. Idag är "Terma" representerat i Nationalmuseets permanenta utställning "Den moderna formen 1900-2000".